# HD126365
HD126365 — хімічно пекулярна зоря спектрального класу F0, що має видиму зоряну величину в смузі V приблизно  8,7.
Вона  розташована на відстані близько 314,8 світлових років від Сонця.

## Пекулярний хімічний склад
Зоряна атмосфера HD126365 має підвищений вміст 
Cr
.